# Тодор Колев (футболист, р. 1980)
Вижте пояснителната страница за други личности с името Тодор Колев.
Тодор Колев е български футболист, централен нападател, играе за ОФК Етър. Играч и капитан е на ПФК Лудогорец 1945 (Разград). Играе също за Левски, Славия София, както и за германския Алемания Аахен.

## Кариера
Колев е юноша на Етър (Велико Търново). През 1999 е закупен от Левски. Дебютира в мач за купата на България срещу ФК Искър, като в този мач Колев вкарва хеттрик. През юни 2000 е взет под наем от плевенския Спартак. Там Тодор играе 2 сезона, като през първия вкарва 19 гола в 26 мача. През лятото на 2002 се връща в Левски. Година по-късно печели купата на страната. През 2005 губи титулярното си място и е изпратен под наем в Марек (Дупница). След половин сезон Колев подписва със Славия. През 2006/07 вкарва 29 гола във всички турнири и е взет под наем от Алемания Аахен за 1 година. През 2008 се връща в Славия. Година по-късно Колев отново е даден под наем-този път на Апоел Шмона. От 2009 отново играе в Славия. В края на 2010 е изгонен от треньора Емил Велев, след което от януари 2011 преминава в Лудогорец (Разград) . Преди началото на 2011/12 е избран за капитан на Лудогорец, но постепенно губи титулярното си място и е пуснат в трансферната листа.
От 2012 отново е в Етър. Помага на отбора да влезе в А група, но въпреки това договорът му е прекратен. През септември 2012 подписва с Олимпиакос Волос. Там за 10 мача вкарва едва едно попадение. В началото на 2013 се завръща в Славия. През сезон 2016 – 2017 се състезава за Хебър 1918 (Пазарджик).